# Harib Al-Saadi
Bản mẫu:Arabic name
Harib Jamil Zaid Al-Saadi (tiếng Ả Rập: حارب جميل زيد السعدي; sinh ngày 1 tháng 2 năm 1990), thường được biết với tên Harib Al-Saadi, là một cầu thủ bóng đá người Oman thi đấu cho Al Jazira ở Arabian Gulf League.

## Sự nghiệp câu lạc bộ
Ngày 3 tháng 6 năm 2014, anh ký một bản hợp đồng với 2014 GCC Champions League Á quân Saham SC.

### Thống kê sự nghiệp câu lạc bộ
| Câu lạc bộ          | Mùa giải            | Hạng đấu                           | Giải vô địch | Giải vô địch | Cúp     | Cúp       | Châu lục | Châu lục  | Khác    | Khác      | Tổng    | Tổng      |
| Câu lạc bộ          | Mùa giải            | Hạng đấu                           | Số trận      | Bàn thắng    | Số trận | Bàn thắng | Số trận  | Bàn thắng | Số trận | Bàn thắng | Số trận | Bàn thắng |
| ------------------- | ------------------- | ---------------------------------- | ------------ | ------------ | ------- | --------- | -------- | --------- | ------- | --------- | ------- | --------- |
| Al-Suwaiq           | 2010–11             | Giải bóng đá vô địch quốc gia Oman | -            | 0            | -       | 0         | 1        | 0         | -       | 0         | -       | 0         |
| Al-Suwaiq           | 2011–12             | Giải bóng đá vô địch quốc gia Oman | -            | 0            | -       | 0         | 7        | 0         | -       | 0         | -       | 0         |
| Al-Suwaiq           | 2012–13             | Giải bóng đá vô địch quốc gia Oman | -            | 0            | -       | 1         | 0        | 0         | -       | 0         | -       | 1         |
| Al-Suwaiq           | 2013–14             | Giải bóng đá vô địch quốc gia Oman | -            | 0            | -       | 0         | 6        | 0         | -       | 0         | -       | 0         |
| Al-Suwaiq           | Tổng                | Tổng                               | -            | 0            | -       | 1         | 14       | 0         | -       | 0         | -       | 1         |
| Tổng cộng sự nghiệp | Tổng cộng sự nghiệp | Tổng cộng sự nghiệp                | -            | 0            | -       | 1         | 14       | 0         | -       | 0         | -       | 1         |

1. ↑  Includes appearances ở Giải vô địch bóng đá các câu lạc bộ châu Á và Cúp AFC

## Sự nghiệp quốc tế
Harib là một phần của đội tuyển bóng đá quốc gia Oman. Lần đầu tiên anh được chọn vào đội tuyển quốc gia là năm 2016. Anh ra mắt lần đầu tiên cho Oman ngày 24 tháng 3 năm 2016 cho trận đấu tại Vòng loại giải vô địch bóng đá thế giới 2018 trước Guam.

### Bàn thắng quốc tế
Bàn thắng và kết quả của Oman được để trước.
| #  | Ngày                | Địa điểm                                   | Đối thủ     | Bàn thắng | Kết quả | Giải đấu              |
| -- | ------------------- | ------------------------------------------ | ----------- | --------- | ------- | --------------------- |
| 1. | 12 tháng 1 năm 2023 | Sân vận động Olympic Al-Minaa, Basra, Iraq | Ả Rập Xê Út | 2–1       | 2–1     | 25th Arabian Gulf Cup |

## Danh hiệu

### Câu lạc bộ
- Cùng với Al-Suwaiq

- Omani League (1): 2010–11, 2012–13
- Sultan Qaboos Cup (1): 2012
- Omani Super Cup (1): 2013; Á quân 2011